# Cornell Lab of Ornithology
Le Cornell Lab of Ornithology est une organisation sans but lucratif (501c) soutenue par des membres habitant Ithaca, État de New York et qui se consacre à l’étude de la faune, principalement les oiseaux. Le laboratoire est administré par l’université Cornell.
Environ 250 professeurs, chercheurs, membres du personnel et étudiants se consacrent à la mission du laboratoire : l’étude et la conservation de la biodiversité par la science, l’éducation et les sciences citoyennes en focalisant sur les oiseaux. Les travaux du laboratoire proviennent principalement du soutien financier de quelque 30 000 bienfaiteurs. Le logo du laboratoire est représenté par un pic maculé.

## Histoire
Le Cornell Lab of Ornithology a été fondé par Arthur Augustus Allen qui contribua à la création du premier programme de cycle supérieur en ornithologie aux États-Unis. Ce programme est résident de l'Université Cornell depuis 1915. À l’origine, le laboratoire était situé dans le département d’entomologie et de limnologie. Le premier édifice dédié expressément pour le laboratoire est construit en 1957. Depuis 2003, le Cornell Lab of Ornithology est situé dans le Imogene Powers Johnson Center for Birds and Biodiversity.

## Recherche scientifique
La recherche scientifique est la fonction première du laboratoire. Elle étudie les causes et les conséquences de l’abondance et la distribution des espèces d’oiseaux nord-américains. Une partie des travaux se consacrent aux questions concernant la survie et au taux de reproduction des espèces nichant dans les cavités ainsi qu’aux oiseaux forestiers qui font face à des problématiques de conservation. Les travaux en bioacoustique ont fait du laboratoire un chef de file mondial dans l’étude de la communication et des populations chez les éléphants et les baleines. Le laboratoire est également actif dans le secteur de la phylogénétique.

## Sciences participatives

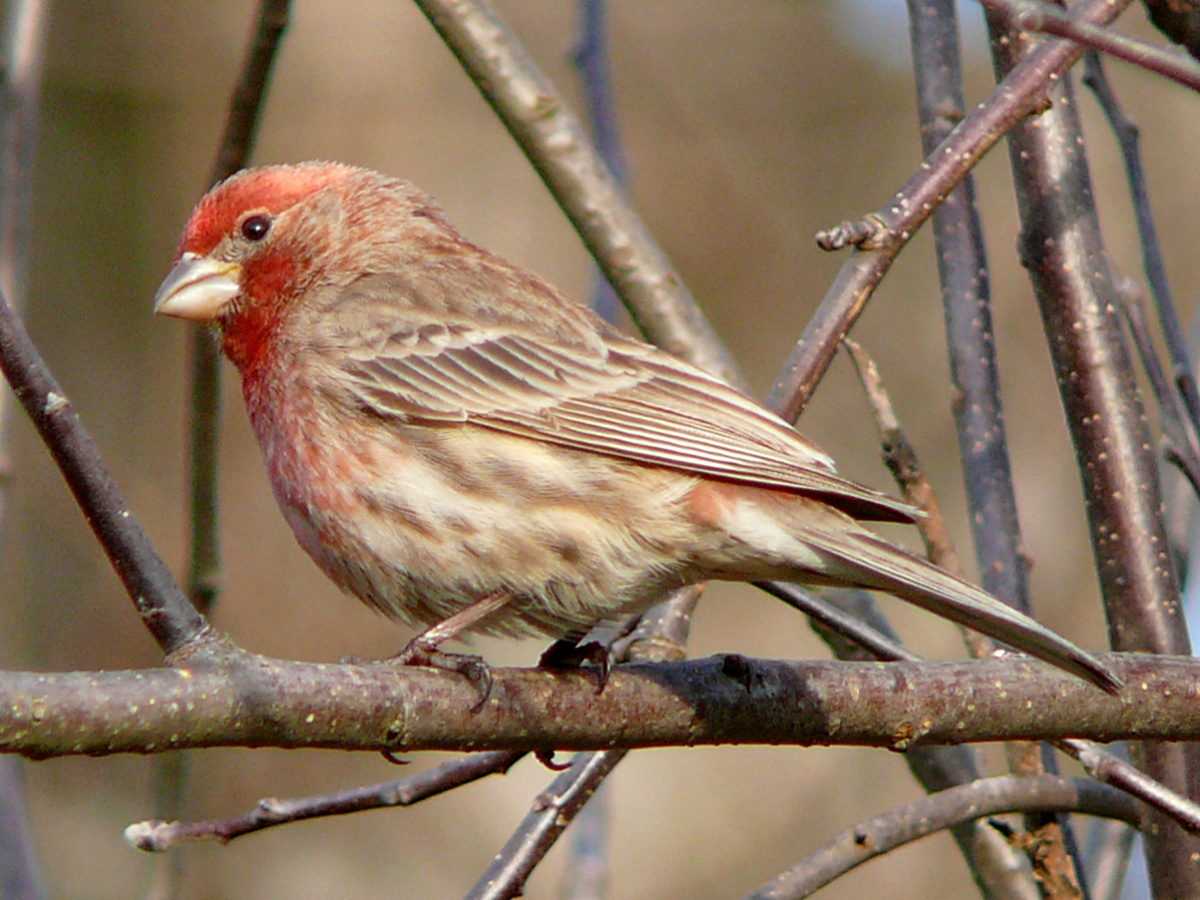
Le roselin familier, une sorte de passereau. Un appendice au programme Feederwatch associant des ornithologues amateurs aux statisticiens permet une étude épidémiologique du développement de la conjonctivite mycoplasmique chez ces oiseaux.

Le Cornell Lab of Ornithology parraine une douzaine de projets d’étude qui s’appuient sur la participation des ornithologues amateurs. Tout au long de l’année, des projets sont en cours et ciblent tantôt des espèces particulières, comme le Pigeon biset, ou les espèces dans un contexte particulier comme les jardins ou les mangeoires. Un projet s’intéresse aux espèces migratrices et un autre aux nids et aux comportements de nidification.
Le programme Feederwatch, par exemple, associe les ornithologues amateurs à l'observation des oiseaux venant aux mangeoires, en leur demandant de recenser chaque occurrence d'apparition des oiseaux selon une logique distributive plutôt que collective : ils doivent noter, tel ou tel jour d'observation, le nombre d'oiseaux étant venus manger, sans faire d'hypothèse pour savoir s'il s'agit du même ou d'un autre oiseau, mais seulement en comptant les occurrences d'apparition. À partir de ce décompte, des statisticiens peuvent corriger les marges d'erreur qui proviendraient d'une imparfaite identification des oiseaux, et établir des cartes de distribution des espèces qui dessinent des aires de probabilité de chance d'observation de tel ou tel oiseau - et non pas de présence effective. Ce programme de monitoring de la biodiversité a été étendu au suivi épidémiologique de la conjonctivite mycoplasmique chez les Roselins familiers.
Par ailleurs, le laboratoire a développé et mis à la disposition du grand public le site participatif eBird de collecte de données d'observations ornithologiques, ainsi que ses ressources associées d'idenfication des espèces par le son et depuis 2017 l'image (logiciel Merlin).

## Éducation
En plus d’encadrer les études académiques pour les étudiants universitaires, le Cornell Lab of Ornithology soutient plusieurs programmes d'éducation, destinés aux enfants (et aux éducateurs en charge) ainsi qu'aux adultes en fournissant une variété de ressources pédagogiques. Divers cours d’initiation en biologie et en ornithologie sont offerts aux débutants ou amateurs.

## Conservation
Les activités de recherche et d’éducation visent tout autant l’avancement des connaissances scientifiques et l’éducation des populations aux problématiques aviaires, mais également la conservation des espèces d’oiseaux et de leur habitat dans l’hémisphère occidental. Le laboratoire s’associe en partenariat avec des organisations locales afin de leur procurer l’expertise et les connaissances dans leur mission de conservation de la nature.

## Publications
Le Cornell Lab of Ornithology publie le magazine Living Bird et l'infolettre Birdscope. Le laboratoire participe avec l’American Ornithologists' Union à la publication de Birds of North America.

## Bibliothèque
Les chercheurs et les étudiants du Cornell Lab of Ornithology peuvent compter sur deux bibliothèques pour leurs recherches. L’Adelson Library contient environ 13 000 documents historiques et contemporains dans le domaine de l’ornithologie qui s’ajoute aux ressources électroniques de l’ensemble des bibliothèques de l’Université Cornell.
La Macaulay Library représente la plus grande banque au monde de données multimédia sur le comportement animal. Depuis 1930, cette bibliothèque archive les enregistrements sonores et vidéo de toutes les espèces. Aujourd’hui, le catalogue de la bibliothèque compte plusieurs centaines de milliers de documents dont la grande majorité peut être écoutée ou vu gratuitement en ligne.